# Полифем (ракета)
Полифем (др.-греч. Πολύφημος) — тактический ракетный комплекс и одноимённая облегчённая ракета класса «поверхность-поверхность» с командным наведением по оптоволоконному кабелю, с дальностью действия до 60 километров.
Разработан совместно фирмами Италии, Франции и Германии. Исследовательские работы были начаты во Франции и Германии в 1986 году. Летом 1995 года во французском исследовательском центре систем вооружения сухопутных войск были проведены первые испытания ракеты. В 1996 году состоялись опытные стрельбы. Программа была закрыта в 2003 году.
Срок хранения ракеты без необходимости проведения технического обслуживания составляет 10 лет. Ракета управляется с поста наведения через связывающий их оптоволоконный кабель, катушка с которым находится в хвостовой части ракеты (по состоянию на 2011 год — рекордная дальность для подобных систем).
Ракета примерно сравнима с сербской ракетой ALAS.

## Тактико-технические характеристики
- Масса ракеты: 140 кг
- Длина ракеты: 2,73 м
- Масса боевой части: 20 кг
- Масса заряда боевой части: 15 кг
- Дальность поражения цели: ~45 км
- Скорость полета ракеты: 120—180 м/с
- Высота полета ракеты: 20-400 м
- Угол возвышения направляющих при старте ракеты: ~60°
- Продолжительность полета на макс. дальность: 250—350 с